# Miguel Fernández (científico)
Miguel Fernández Westermeier (n. Essen, Alemania, el 25 de septiembre de 1882 - 29 de abril de 1950) fue un zoólogo, naturalista y profesor universitario alemán, naturalizado argentino.

## Biografía

### Comienzos
Hijo de padre argentino y madre alemana, en Zúrich realiza su bachillerato. Siendo muy pequeño es traído por sus padres a la Argentina y posteriormente se radicaron en Montevideo, donde realizó sus estudios primarios y secundarios. Desde niño se formó en la disciplina del estudio, destacándose por sus dotes de inteligencia y talento. En 1900, ingresa en el Politécnico Federal, donde inicia los estudios de Química Industrial. Mas la atracción que sentía por las Ciencias Naturales, lo impulsa a concurrir a las clases del profesor de Anatomía Dr. Lang, quien ilustraba sus clases con dibujos, que efectuaba en el pizarrón; al mismo tiempo que enunciaba sus ideas sobre homologías.
Esto hace que en el joven estudioso, se despertara la latente vocación por la Biología, a la que dedicará todos sus esfuerzos por el resto de su vida. Durante cuatro años, es estudiante universitario, entrégase a la investigación y estudios junto a su gran maestro, quien plasmará su carácter, disciplina y espíritu independiente.
En el transcurso de las vacaciones invernales, de los años 1903 a 1905, concurre a la estación Zoológica Marítima de Villafranche Sur Mer, donde recolectará el material necesario para la ejecución de su tesis doctoral sobre la anatomía microscópica del sistema vascular de los tunicados. Tema que fue sugerido por Lang, con el objeto de aportar nuevas pruebas a su teoría sobre el celoma; los resultados obtenidos en general lo corroboraron, pero en ciertos puntos, está en desacuerdo con las ideas postuladas por su profesor, el alumno emite su opinión contraria, y el maestro, reconoce el alto valor del trabajo, juzgándolo merecedor de la más alta clasificación que la Universidad otorga, recibe así Fernández, una lección de ética que se le grabó de por vida.
En 1904 recibe su título de Doctor en Filosofía correspondiente a Ciencias Naturales, especialidad: Anatomía Comparada.

### Avances científicos
En 1905, viaja a Heilderberg donde asiste a su Universidad. Interesado en completar su formación científica, allí ejecuta un trabajo sobre la histología de un tetrabranquiado, pero no estando conforme con el ambiente de estudio y trabajo que en esta reinaba, decide retornar a Zúrich junto a su brillante maestro y continuar junto a él trabajando.
Viaja al Uruguay, con el objeto de visitar a su madre y estando en el hogar paterno recibe un ofrecimiento inesperado del famoso paleontólogo del Museo de la Plata, Doctor Santiago Roth, que le había escrito al profesor Lang, requiriéndole el nombre de un candidato para ocupar la Cátedra de Zoología; y a la que el sabio de Zúrich, contestó textualmente: "Considero al Doctor Fernández la persona indicada desde todo punto de vista, para desempeñar el cargo de zoólogo, ha sido uno de mis mejores alumnos, ha trabajado mucho tiempo en mi laboratorio, su tesis sobre el sistema vascular de los tunicados ha sido publicada en una de las revistas alemanas más renombradas, ha obtenido el título de Doctor con la calificación sobresaliente, 10 que aquí rara vez sucede. Es muy inteligente y un intelecto superior”

### Universidad Nacional de La Plata
Ésta fue la presentación de Miguel Fernández hecha por uno de los profesores más extraordinarios de los últimos tiempos.
Fernández aceptó y teniendo escasamente 23 años de edad, se hizo cargo el 5 de marzo de 1906 de la Cátedra de Zoología del Museo de la Plata, donde a partir de 1909 dicta Anatomía Comparada, siendo el primero que la enseña en la Argentina y en el año 1915 inicia el dictado de Genética y Biometría, siendo un pionero en la enseñanza de estas ciencias en Sudamérica.
Sus condiciones de sagaz investigador, las manifestó al reiniciar un tema que Azara ya en 1801 lo señalara en la observación de la mulita (Dasypodidae), un desdentado sudamericano, que pare de 7 a 12 hijos, todos de igual sexo.
A este fenómeno, ya trataron de esclarecerlo embriólogos y zoólogos de la talla de Kolliker, Milne, Rosner, Ihering y Edward, sin éxito.
Fernández se había interesado, siendo aún estudiante de ciencias; y hasta pensó, que este fenómeno curioso y enigmático, podía ser motivo del trabajo de su tesis. Sin embargo este deseo no llegó a concretarse, puesto que su maestro determinó que otro sería el tema. De esta manera, el descubrimiento de la Poliembrionía de mamíferos, que se hubiera hecho con cinco años de anticipación, quedó postergado; apareciendo la primera publicación en 1909, tiempo antes que apareciera el trabajo de dos embriólogos eminentes Newman y Patterson, sobre la embriología del tatú-negro. Esto corrobora que el descubrimiento de la poliembrionía de mamíferos le corresponde sin discusión

### Poliembrioníaespecífica
Es un caso raro de gemelaridad. En general, los animales que paren camadas de hijos, cada uno de ellos procede de distintos óvulos, siendo así del mismo o distinto sexo. Esto se llama gemelaridad fraterna. Pero constituye una excepción el caso de unas pocas especies de vertebrados, en que los diferentes hijos de una camada procedan de un solo cigoto. Siendo esto un caso de gemelismo idéntico. Fernández comenzó a estudiar este raro fenómeno apenas llegado al país en 1906.
Grande debió ser su sorpresa al descubrir en el útero de la mulita (Dasypus hibridus) una vesícula única e indivisa formada a partir de un solo huevo. En estadios posteriores comprobó la formación de 7 a 12 evaginaciones ectodermales de dicha vesícula. Tales evaginaciones que se desarrollan en sacos ciegos a manera de dedos de guante, representan los esbozos de igual número de embriones, los cuales se separan después de haberse constituido el ectodermo y endodermo
En 1915, en la revista del Museo de La Plata, en su tomo XXI, se publica íntegramente su gran obra “La embriología de la Mulita”, dedicada a su sabio maestro.
En este tomo de más de quinientas páginas con numerosas ilustraciones, 19 grandes láminas y fotografías de elevada calidad realiza el estudio minucioso del desarrollo de un desdentado, cuyo conocimiento era esencial para la interpretación de la morfogénesis general. Esta gran obra nos revela la paciencia y tenacidad con que Fernández realizara la investigación, su capacidad de juicio para ponderar los resultados, la dosis de imaginación necesaria para compaginarlos y así estructurar una concepción lógica con todas aquellas imágenes.
Sin embargo el esfuerzo y sacrificio cumplido en un modesto laboratorio, donde los instrumentos para las técnicas histológicas eran escasos e igualmente la bibliografía, tuvo en el país la adversidad de juicio, emitidos en momentos de crisis mundial, por haberse publicado en idioma alemán. No teniéndose en cuenta el largo resumen de treinta páginas en castellano y la explicación bilingüe en todas las ilustraciones.
Estudiada la poliembrionía en mulita, era de interés conocer la embriología de otros armadillos y lo realiza en el llamado vulgarmente peludo (Chaetophractus villosus) encontrando un modo de desarrollo y un mecanismo de producción de gemelos muy diferente al de la mulita. El peludo pare dos hijos y a menudo también solamente uno. Hay inversión de hojas blastodérmicas como en la mulita, pero los dos embriones no tienen origen en una sola vesícula, sino que existen desde un principio dos esbozos embrionarios separados y cada uno desarrolla sus envolturas propias las que secundariamente se reúnen.
De estas observaciones concluye: que en los armadillos hay dos modos de desarrollo diametralmente opuestos. En la mulita un germen único se divide en varios embriones, mientras que en el peludo hay dos gérmenes separados en su origen que luego se reúnen secundariamente. Los resultados finales en ambos son tan semejantes, que producen la apariencia de haberse originado de un mismo proceso. De estos hechos deduce que la poIiembrionía es una forma de reproducción secundaria, y que los armadillos primitivos, probablemente produjeran solamente dos hijos por vez como en el peludo.
La existencia de un solo embrión indica una tendencia más moderna y la poliembrionía de la mulita la considera un derivado de la uniparidad, siendo un último paso en el desarrollo de una forma más especializada, de ninguna manera un carácter primitivo.
En 1919, publica en la Revista del Museo de La Plata, un nuevo aporte embriológico de gran interés científico titulado: Sobre algunos embriones de Criptúridos. Éste es un orden de aves considerados por muchos autores como muy primitivos, y del que no se conocían sin embargo ni un solo embrión. El material de perdiz común y de perdiz de la sierra que se consiguió relativamente escaso, no obstante permitió establecer rasgos embriológicos de gran valor comparativo, como por ejemplo que por la falta de canal neuroentérico, por el desarrollo del sistema vascular vitelino, por la aparición tardía del amnios y la carencia de preamnios, la embriología de estas perdices, se parece más a las de las gallinas que a las formas consideradas más primitivas, como son las aves acuáticas. Además Fernández aconseja estudiar la organogenia de estas aves, con especial atención a aquellos caracteres que se consideran como primitivos en el adulto, para establecer si realmente lo son.
En la serie de trabajos sobre la glándula pelviana, escama, caparazón óseo y pelo de los desdentados, se ocupa de indagar sobre la coraza ósea y córnea de los tatúes, grupo éste que reúne en su tegumento caracteres reptilianos y de mamíferos. Estos trabajos son importantísimos, pues aclaran las relaciones topográficas entre escama y pelo y otros órganos del tegumento, aportando conclusiones que explicarán la posible filogénesis de los mamíferos. Si bien ya había trabajos que tendían a interpretar el origen de éstos a partir de los reptiles, los trabajos de Fernández vinieron a confirmarlos.
Las tareas de laboratorio las realizaba personalmente y las consideraba de exclusiva responsabilidad del investigador. Es así que llega a descubrir que el micrótomo en plano inclinado que utilizaba, daba cortes de un espesor diferente al señalado por la casa constructora, hecho que lo indujera a realizar una contribución sobre el particular.

## Genética
No podemos dejar de mencionar su primer y único trabajo experimental sobre genética titulado “Resultados del cruzamiento entre cuis y el chanchito de la india”, investigación que debió suspender por carencia de fondos económicos e instrumentales, ya que eran costeados por el propio Dr. Fernández.
Desavenencias con las autoridades, que no supieron valorar la importancia que para el futuro científico del país tenía la acción de un hombre de la talla de Fernández, ni apreciar sus 20 años de labor fecunda en el Museo de la Plata, culminaron irónicamente con la desaparición de su plan de estudios con especialidad zoológica.
Minada así su obra esencial, fue fiel a sus ideas y renunció a fines de 1926. Abandona así, el Museo de La Plata.
En 1927 la Universidad Nacional de Córdoba dispone reorganizar el personal docente de la Escuela del Doctorado en Ciencias Naturales y solicita el concurso del Dr. Fernández. Este, éste responde al ofrecimiento que se le formulara, difundiendo por más de tres lustros, sus enseñanzas en esta cátedra.
Debido a la falta de personal docente en esta Escuela de Ciencias, llegó a dictar casi todas las materias del Plan de Estudios de Zoología, a saber: Anatomía Comparada, Zoología de Invertebrados, Genética General y Humana, Biometría, Paleontología, etc.
Así, durante 17 años, enseñó en la Facultad. Siendo ésta la otra faceta brillante de su personalidad. Fue un maestro excepcional, enseñó dentro y fuera del aula, siempre lo hizo con didáctica, cariño y sabiduría.
Su conocimiento se nutrió de las fuentes más genuinas del saber, puesto que su intelecto no se conformaba con los clásicos cánones, necesitaba avanzar, seguir adelante al mismo ritmo acelerado que la Ciencia imprimiera a su propio progreso.
Notables zoólogos argentinos, realizaron bajo su dirección sus tesis doctorales, entre los que figuran nombres tales como: Max Birabén, María Isabel Hylton Scott, Ernestina Lagman, Pilar Rodrigo, Julia de Funes y Nélida Guiñazú.

## Carácter y fisonomía
Era el Doctor Fernández alto de estatura, de hombros caídos, con un andar despacioso, que traducía el hábito de largas vigilias transcurridas en el laboratorio y en el estudio.
Destacábase en su rostro, sus ojos de mirada viva y penetrante, bajo una frente amplia y bien modelada. Sus espesos bigotes blancos, daban a su figura, un aspecto patriarcal.
Era poco demostrativo, aunque de naturaleza afable y se apasionaba por los problemas que se le sometían, desvelándose por ayudar a quienes acudían a él por enseñanza o consejo sin omitir tareas ni sacrificios.
No toleró la mentira, fuera llana o encubierta, ni aceptó actuaciones acomodaticias, manteniéndose inconmoviblemente fiel a sus convicciones.
No le atraían los honores, ni los concebía, su gran modestia la reflejaba durante el transcurso de sus clases, donde nunca hizo alusión a su nombre. Jamás una teoría, una conclusión suya, la citó como propia. Sin embargo no actuaba de esa manera con los otros investigadores, cuyas obras y nombres desfilaban durante sus exposiciones, dándoles a todos su justo valor. Verdadero ejemplo de modestia. Así su obra valiosa y fecunda permaneció en su mayor parte ignorada o poco valorada por sus legas que a pesar de estar tan próximos la desconocían.
Era parco de palabras, quizás hasta la timidez, pero generoso y tolerante hasta la magnanimidad. No bebía alcohol, no fumaba, nunca asistía a fiestas, ni sentía vocación por los negocios, ni tampoco por el dinero.
Profesaba un inmenso amor por la música, en los ratos de descanso se deleitaba con la guitarra, que pulsaba con maestría y a la que entregaba sus emociones; por eso solamente tocaba para sí. Fue quizás su único egoísmo.
Otra afición suya, era la de tomar fotografías a las aves en plena naturaleza, algunas ampliaciones de ellas, convertidas en cuadros adornaban nuestro Museo; un famoso zoólogo estadounidense visitante, sorprendido de su belleza las pidió para el Museo Nacional de Washintong, en donde actualmente se exhiben.
Igualmente el ornitólogo José Pereyra, reprodujo cierto número de tales fotos en su obra “Nuestras Aves”.
Otras se encuentran en su publicación, "Los pichones de nuestra cigüeña”, que a pesar de su brevedad, no deja de contener discusiones filogenéticos.
Gozando de su merecida jubilación, se retira a su refugio campestre, en las afueras de Alta Gracia, donde continua produciendo, y pública un trabajo sobre “Las madrigueras y la protección de la vizcacha pampeana”, dedicándolo textualmente: "A la memoria de Grisita, nuestro más cariñoso animalito doméstico, un llamado a la protección de la vizcacha, el más argentino de los mamíferos”. En varias obras de Fernández, se refleja la preocupación acuciante por salvaguardar la existencia de las especies autóctonas y es así que lo manifiesta expresamente: “Desde todo punto de vista, más elevado que el puramente utilitario, es deber de las autoridades nacionales y provinciales, crear reservas para la fauna indígena, como la Mulita y otros desdentados, el guaza virá y el Pita, el ciervo de las Pampas, y otros mamíferos y aves indígenas”. Demostrándonos de esta forma su profundo amor y respeto por la naturaleza.
En este solar placentero, recopila y ordena sus apuntes acopiados a lo largo de 35 años de estudio y enseñanza de la Genética General y Humana, que dejó inconclusa al morir; pero con la ayuda de su esposa, gran colaboradora y compañera la Doctora Katy Marcinosky, y su discípula predilecta, la Doctora Nélida Guiñazú, en 1956 dicho tratado vio la luz (Genética General y Humana y elementos de Biometría, por Miguel Fernández y Katy Marcinowski Fernández. Cáncer. Editorial LES, Córdoba, Argentina, 1956).
En su casa de campo, siguió cultivando más íntimamente su amor por la naturaleza, se deleitaba escuchando el canto de los pájaros y observaba los hábitos de todos los seres animados que su vista podía sorprender. Gustaba criar aves, nutrias, liebres de la Patagonia y hasta una vizcacha, “Grisita”, la que crio desde muy pequeña.
La muerte lo sorprendió un 29 de abril de 1950, rara coincidencia, ese día está instituido, para recordar a los animales de la naturaleza, a los que Fernández tanto amara y respetara.